# Campeonato Mundial de Lucha de 1905
El II Campeonato Mundial de Lucha se celebró en Berlín (Alemania) entre el 8 y el 10 de mayo de 1905 bajo la organización de la Federación Internacional de Luchas Asociadas (FILA) y la Federación Alemana de Lucha. Solamente se compitió en las categorías del estilo grecorromano.

## Resultados

### Lucha grecorromana
| Evento | Oro                         | Plata                  | Bronce                  |
| ------ | --------------------------- | ---------------------- | ----------------------- |
| 68 kg  | Theodor Schibilski Alemania | Max Beeskow Alemania   | Eugen Kissling Alemania |
| 80 kg  | Albert Hein Alemania        | Gustav Hede Alemania   | Matthias Hartl Alemania |
| +80 kg | Søren Jensen Dinamarca      | Georg Altmann Alemania | Paul Moldt Alemania     |

## Medallero
| Núm. | País      | Oro | Plata | Bronce | Total |
| ---- | --------- | --- | ----- | ------ | ----- |
| 1    | Alemania  | 2   | 3     | 3      | 8     |
| 2    | Dinamarca | 1   | 0     | 0      | 1     |
|      | TOTAL     | 3   | 3     | 3      | 9     |